# Havikpolder
De Havikpolder is een polder ten noordwesten van Hulst, behorende tot de Polders van Stoppeldijk en Cambron.
De polder is een herdijking van de Hofpolder, die in de Middeleeuwen werden ingedijkt door de monniken van de Abdij van Cambron, en waar dezen het uithof "Stoppeldyck" bezaten. De latere plaats Stoppeldijk ligt niet in deze polder, maar enkele kilometers noordelijker in de Stoppeldijkpolder.
De polder werd ingedijkt in 1753 en meet 161 ha. In of aan de polder vindt men de buurtschappen Patrijzenhoek en Vijfhoek.